# Catreo
Catreo (in greco antico: Κατρεύς?, Katrèus) è un personaggio della mitologia greca. Fu un re di Creta.

## Genealogia
Figlio del re di Creta Minosse e di Pasifae, fu padre di tre figlie (Erope, Climene e Apemosine) e un figlio (Altemene).

## Mitologia
Catreo fu costretto da una profezia ad allontanare i suoi figli da lui, perché uno di loro lo avrebbe ucciso. Altemene e Apemosine salparono per Rodi e non ebbero contatti con il padre per molto tempo. 

Quando Catreo si accorse di essere prossimo alla morte e di essere senza un erede, si recò a Rodi per ritrovare Altemene.
Giuntovi nottetempo, vennero scambiati dagli indigeni per pirati e furono attaccati. Altemene, trovatosi di fronte i nemici, dalla distanza scagliò un giavellotto che colpì il padre, uccidendolo. 

Quando Altemene si accorse di avere ucciso suo padre, pregò gli dei che gli dessero la morte: subito dopo, il giovane fu inghiottito dalla terra.